# Ducado de Belz
El ducado de Belz fue un ducado, formado a finales del siglo XII en la Rus de Kiev. Durante su historia, el ducado fue una parte constituyente de algunas otras entidades políticas como el Reino de Rus, el Reino de Hungría, el Ducado de Masovia cuando finalmente a finales del siglo XIV se incorporó a Polonia convirtiéndose más tarde en el Voivodato de Bełz.

## Historia
El ducado se formó en 1170 debido a la fragmentación feudal de la Rus de Kiev cuando la región de Volinia (con el centro en Volodýmyr) pasó a manos de Mstislav II de Kiev, quien más tarde la dividió entre sus hijos. Mstislav estaba casado con Agnes de Polonia y en una feroz oposición a Yuri Dolgoruki. Al ser exiliado a Polonia por un corto período de tiempo, Mstislav pudo expulsar al Príncipe de Súzdal de Volinia.
Con el tiempo, la ciudad de Belz con sus territorios rodeados pasó a manos de Vsévolod Mstyslávych, quien a su vez se la pasó a su hijo Alejandro. A principios del siglo XIII, Alejandro, sobrino de Romano el Grande, fue depuesto en 1234 de Belz por Daniel de Galitzia, quien incorporó Belz al Principado de Galicia-Volinia (más tarde, el Reino de Rus) que controlaría Belz hasta 1340. Poco después, en 1240 y 1241, fue devastada por los mongoles, al igual que la mayoría de los demás principados de la Rus de Kiev; la ciudad fue quemada, el castillo local destruido y los lugareños tuvieron que reconocer la soberanía mongola. La influencia mongola se desvaneció en las décadas siguientes, debido al declive del Imperio mongol y la Pax Mongolica.
A principios del siglo XIV, tras la muerte de Boleslao-Yuri II de Galicia, rey de Rus, se inició una guerra por su sucesión. Finalmente, el ducado fue heredado por un príncipe Yuri, hijo de Narimantas (Jerzy Narymuntowicz) del Gran Ducado de Lituania. El período del gobierno de Yuri en Belz (1340-1377) vio las Guerras Galicia-Volhynia; Belz fue sitiado varias veces (en 1351, 1352 y 1355). De 1378 a 1387, cayó en la esfera de influencia del Reino de Hungría, ya que en 1377 Belz fue capturada por Luis I de Hungría; durante varios años, el ducado fue gobernado en nombre de Luis por el príncipe Władysław Opolczyk. En ese momento, Polonia estuvo en una breve unión con Hungría, pero en 1387, después del final de la unión, Belz fue tomada por la reina Jadwiga del Reino de Polonia. 
Al principio formaba parte de otro feudo polaco, el Ducado de Mazovia, ya que en 1388 el rey de Polonia, Władysław Jagiełło, otorgó Belz a Siemowit IV, duque de Mazovia, por su reconocimiento de Masovia como feudo de Polonia y como dote para el matrimonio de Siemowit con la hermana de Jagiełło, Alexandra. En 1462, después de la muerte de Władysław II de Płock, el último de los descendientes directos de Siemowit IV, Casimiro IV Jagellón de Polonia intentó incorporar todo el Ducado de Mazovia a Polonia; finalmente, solo logró incorporar el Ducado de Belz a la estructura administrativa de Polonia como Voivodato de Bełz (palatinado). Finalmente, el Ducado de Mazovia se incorporó en 1526. Belz siguió siendo parte de Polonia (más tarde, la Mancomunidad Polaco-Lituana) hasta sus particiones a finales del siglo XVIII.

## Gobernantes
- Vsévolod Mstyslávych de Volinia
- Alejandro Vsévolodovich (?-1234)
- Vasylko Románovych (1207-1211)
- Alejandro Vsévolodovich (?-1234)
- Galicia-Volinia
  - Daniel de Galicia (1234-?)
  - Lev Danílovich (1245-1264)
  - Yuri I de Galicia (1264-1301)
  - Andrés de Galicia (1301-1323)
  - Boleslao-Yuri II de Galicia (1323-1340)
- Lituania
  - Yuri, hijo de Narimantas (1340-1377/1378)
- Hungría
  - Władysław Opolczyk (por Luis I de Hungría ) (1377/1378-1387)
- Polonia
  - Jadwiga de Polonia / Władysław Jagiełło (1387-1388)
- Mazovia:
  - Siemowit IV, duque de Mazovia (1388-1426)
  - Kazimierz II de Belz (1426-1442, hasta 1434 con hermanos ( Władysław I de Płock , Siemowit V , Trojden II (muerto en 1427)))
  - Władysław II de Płock (1455-1462)
- Polonia
  - Casimiro IV Jagiellon